# My Wife
My Wife is een nummer van de Britse rockband The Who, geschreven door bassist John Entwistle voor hun album Who's Next, dat uitgegeven werd in 1971. Een live-optreden van dit nummer in 1977 is als soundtrack op hun plaat The Kids Are Alright (1979) gekomen. De lyrics van het nummer zijn best humoristisch. Het gaat namelijk over een vrouw die denkt dat haar man vreemd is gegaan, terwijl hij alleen maar te veel heeft gedronken. My Wife is tot de dood van Entwistle een nummer geweest dat bijna altijd tijdens optredens werd gespeeld. Entwistle 'schreef' het liedje in zijn hoofd terwijl hij in het bos met zijn hond aan het wandelen was, nadat hij een woordenwisseling met zijn vrouw had gehad. Toen hij thuis kwam en haar vertelde over de tekst, vond zij het erg humoristisch. Ze stelde zelfs voor om tijdens het optreden het podium op te komen en alle bandleden van de band met een deegroller het podium af te slaan.

## Speeltijd
- 3:41 (Who's Next)
- 5:58 (The Kids Are Alright)